# PL/SQL
PL/SQL (Procedural Language/Structured Query Language)  este  un  limbaj procedural creat de Oracle. PL/SQL permite ca manipularea datelor și procedurile de interogare din SQL să fie incluse în blocuri stucturate. Sintaxa generală a PL/SQL seamană cu cea din Ada sau Pascal.
PL/SQL este disponibil în Oracle Database (începând cu versiunea 7), TimesTen in-memory database (de la versiunea 11.2.1), și IBM DB2 (începând cu versiunea 9.7).

## Concepte

### Bloc
Toate programele P/SQL sunt compuse din blocuri care pot fi complet separate sau imbricate. Structura unui bloc poate fi obținută combinând subprograme, pachete, blocuri imbricate. Forma generală a unui bloc este:
```
DECLARE

secțiunea
 
declarativă
 

BEGIN

secțiunea
 
executabilă
 

EXCEPTION

secțiunea
 
pentru
 
tratarea
 
excepțiilor

END
;

```

Secțiunea declarativă începe cu instrucțiunea DECLARE și este opțională; ea poate conține declarații pentru toate variabilele, constantele, cursoarele și erorile definite de utilizator la care se face referință în secțiunea executabilă sau chiar în cea declarativă. De asemenea, pot fi declarate subprograme locale care sunt vizibile doar în blocul respectiv.

Secțiunea executabilă începe cu instrucțiunea BEGIN. În cazul în care o variabilă este folosită în această secțiune, și nu a fost declarată în secțiunea declarativă, compilatorul va genera o eroare. Ultima secțiune, este cea care tratează o eroare ce apare în secțiunea anterioară. Acestă zonă începe cu instrucțiunea EXCEPTION.